# 広州警察署
広州警察署（クァンジュけいさつしょ）は、京畿地方警察庁所管の警察署である。

## 管轄区域
- 広州市

## 沿革
- 1945年10月21日 -国立警察開設とともに、京畿道警察部傘下の警察署として開所。
- 1963年1月1日 - 広州郡九川面・彦州面・中垈面および大旺面の一部がソウル特別市城東区に編入されたため、当該地域を城東警察署に移管。
- 1971年9月4日-広州郡大旺面・楽生面・突馬面および中部面の一部を城南警察署に分離。管轄区域が広州郡（大旺面・楽生面・突馬面および中部面の一部を除く）になる。
- 1973年7月1日 - 大旺面・楽生面・突馬面および中部面の一部が城南市になったため、管轄区域が広州郡になる。
- 1989年1月1日 - 東部邑、西部面および中部面のうち上山谷里が合併して、河南市になったため、管轄区域が広州郡、河南市になる。
- 2001年3月21日 - 広州郡が広州市に昇格したため、管轄区域が広州市、河南市になる。
- 2009年4月20日 - 河南警察署新設に伴い、河南市にある当警察署の管轄区域を移管。これに伴い管轄区域が広州市になる。

## 管轄地区隊
- 昆池岩地区隊

## 管轄派出所
- 五浦派出所
- 退村派出所
- 草月派出所
- 慶安派出所
- 胎田派出所
- 南漢山城派出所